# Molecule (winkel)
Molecule is een Belgische winkel in Vichte, Anzegem. De megawinkel van 60.000 m² verkoopt een grote verscheidenheid aan producten, zoals doe-het-zelf, tuingerief, kledij, meubels, elektronica en sportgerief.
Molecule werd in 1966 opgericht door Wilfried Mol en zijn vrouw Brigitte Claerhout als kachelwinkel. In 1970 werd de winkel uitgebreid met elektronica. 